# Futebol Club
Futebol Club, Futebol Pelé ou Futebol Gulliver é um jogo de futebol de mesa fabricado pela Gulliver desde a década de 1970, sendo uma derivação do Subbuteo, jogo criado em 1946 na Europa, que chegou ao Brasil em 1978 como PeléBol fabricado pela Estrela. Devido a concorrência com o Futebol Pelé, que teve aceitação melhor no mercado dos brinquedos da época, o PeléBol acabou não vingando e em 1981 deixou de ser fabricado".
Desde que o jogo foi criado, houve muita comparação com o Futebol de Botão e duramente criticado pelos mais fanáticos, porém conquistou seu espaço no Brasil, logicamente não com tanto sucesso como seu rival, pois, muitos consideram um jogo mais dinâmico e mais real o que fez com que os fãs do Botão discordarem. O jogo é composto por 2 times, com 11 jogadores cada que possuem pernas articuladas e com pés para diferentes tipos de chutes.

## Futebol Pelé
Futebol Pelé, foi a primeira série do jogo, criado na Década de 70, times que foram fabricados neste jogo eram:
1. Corinthians
2. Palmeiras
3. São Paulo
4. Santos
5. Flamengo
6. Fluminense
7. Vasco
8. Botafogo
9. Atlético Mineiro
10. Cruzeiro
11. Santa Cruz
12. Sport
13. EC Bahia
14. Vitória
15. Internacional
16. Grêmio
17. Milan
18. Real Madrid
19. Napoli
20. Bayern de Munique
21. Benfica
22. FC Porto
23. Barcelona
24. Lazio
25. PSV Eindhoven

E as Seleções:
1. Brasil
2. Itália
3. Inglaterra
4. Alemanha
5. França
6. Argentina
7. Espanha
8. Uruguai

Nesta época os jogadores eram mais detalhados, com os uniformes nas cores dos times e jogadores com cores de peles diferenciadas, os escudos dos times e os números dos jogadores vinham numa cartela autocolante, para que fosse colocadas pelo jogador, e como o próprio nome diz, essa série foi assinada pelo rei Pelé, que era figura carimbada na caixa do jogo, também eram vendidos os times separadamente para aumentar a coleção.

## Futebol Club
Em meados da década de 80, o jogo mudou seu nome para Futebol Club, deixando Pelé de lado, nesta série era uma garoto que figurava a caixa do jogo, as mudanças não pararam por ai, os jogadores ficaram menos detalhados, todos eram brancos apenas com os cabelos e as chuteiras pretas,todos os goleiros eram brancos com o shorts pretos, e os uniformes dos jogadores continuavam sendo pintados de acordo com o time, os números continuavam vindo numa cartela para serem colados, quanto aos escudos, existiram 2 séries diferentes, uma em que os logos dos clubes vinham pintados nos próprios jogadores e outra em que vinha na cartela autocolante como na série anterior.
O número de times também foram reduzidos, e nesta série todos clubes estrangeiros fora extintos, assim como algumas seleções, como o caso do Uruguai e da Inglaterra.

## Futebol Club 2
Em meados de 2000, foi lançado o Futebol Club 2, basicamente o mesmo jogo, com algumas mudanças, os jogadores além dos pés diferenciados, tinham as poses do jogadores diferentes, alguns curvados para esquerda, alguns para a direita, alguns com os braços abertos, facilitando cobranças de falta, domínios de bola, além disso, vinha numa caixa de acrílico muito resistente, e com placar para o jogo.

## Futebol Club hoje
Hoje a Gulliver ainda fabrica o jogo, que continua com o mesmo nome, mas com algumas mudanças, hoje todos os jogadores tem uma cor só, não tem mais cabelo nem chuteiras pretas, e também não conta mais com os uniformes pintados, são todos de cor inteira, Vermelho, Azul, Amarelo, Verde, os logos são pintados nos jogadores, e os números continuam sendo autocolantes, e herdou a maleta do seu antecessor Futebol Club 2.

## Cronologia
1. Em 1979, é lançado Futebol Pelé,primeira versão do Jogo.
2. Em 1988, é lançado Futebol Club, deixando o antigo nome de Futebol Pelé
3. Em 1994, é lançado a Série Futebol Club Copa do Mundo.
4. Em 1998, é lançado a Série Futebol Club Copa do mundo, sob a patente da Copa do Mundo FIFA de 1998.
5. Em 2000, é lançado Futebol Club 2, com algumas novidades.
6. Em 2002, é lançado a Série Futebol Club Seleções Mundiais baseado no Futebol Club 2.
7. Em 2004, é lançado a série Futebol Club versão Futebol de Salão.
8. Em 2006, é lançado a série Copa do Mundo,[4] sob patente da Copa do Mundo FIFA de 2006
9. Em 2010, é lançado a Série Campeonato Mundial, já com as novas cores dos jogadores.

## Galeria de imagens

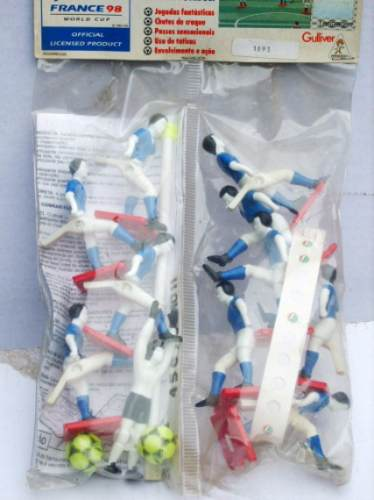
Versão World Cup 98, patenteada pela FIFA.
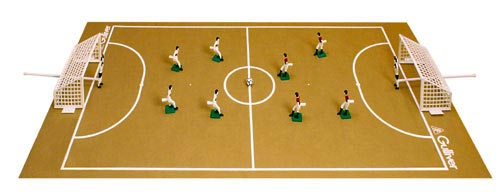
Versão Futebol de Salão